# بيير فوري
بيير فوري (بالإنجليزية: Pierre Fourie)‏ مواليد 26 يونيو 1943 - الوفاة 21 يونيو 1980 في جوهانسبرغ، خاوتينغ، جنوب أفريقيا، كان ملاكم محترف جنوب أفريقي صنّف ضمن فئة وزن خفيف الثقيل.

## إحصائيات
خاض خلال مسيرته 60 نزالا، فاز في 52 وتعادل في 1 وخسر في 7. فاز بالضربة القاضية في 10 نزالات.

## روابط خارجية
- بيير فوري على موقع بوكس ريك (الإنجليزية) (registration required)